# Distaplia mikropnoa
Distaplia mikropnoa is een zakpijpensoort uit de familie van de Holozoidae. De wetenschappelijke naam van de soort is, als Polyclinum mikropnous, voor het eerst geldig gepubliceerd in 1909 door Sluiter.